# Концентрационный лагерь Хайдари
Концентрационный лагерь Хайдари (греч. στρατόπεδο συγκέντρωσης του Χαϊδαρίου, нем. Konzentrationslager Chaidari) — концентрационный лагерь нацистской Германии в западном пригороде Афин, функционировал с сентября 1943 года до конца сентября 1944 года, когда вермахт начал эвакуацию с территории Греции. Известен как греческая Бастилия. До этого здесь располагались казармы греческой армии, построенные во время диктатуры генерала Метаксаса в 1936 году.
В этом месте во время Освободительной войны в марте 1827 года занял позицию военачальник Караискакис, Георгиос (Битва при Фалероне).
По разным оценкам через этот концентрационный лагерь прошли более 21.000 заключённых. В их число включаеются и евреи, большинство которых были перевезены в нацистские лагеря в Германию.

## Начало функционирования
С началом оккупации Греции, страна была разделена на германскую, итальянскую и болгарскую зоны оккупации. Всё увеличивающие масштабы деятельности греческих партизан, вынудили итальянское командование в мае 1943 года перевести греческих заключённых, в основном коммунистов, из тюрем городов Нафплион и Трикала в город Лариса. Но и здесь итальянцы опасались освобождения заключённых партизанами, после чего итальянцы решили выслать значительную часть заключённых в Афины, находившихся под параллельным контролем вермахта. 29 августа 1943 года итальянцы выбрали более 600 заключённых Ларисы и выслали их по железной дороге в Афины. Среди них были 263 коммунистов, заключённых ещё с диктатуры Метаксаса и переданных оккупантам, и 327 новых заключённых, арестованных итальянцами.
Заключённые прибыли в Афины 3 сентября и были помещены в бывшие бараки греческой армии в Хайдари. С октября 1943 года наблюдался рост числа заключённых из-за облав и арестов гестапо. Арестованные гестапо первоначально проходили через допросы и пытки в штабе гестапо в центре Афин по улице Мерлин, избежавшие смерти при допросах и расстрелов высылались в Хайдари.
К концу 1943 года число заключённых достигло 1200, но пик числа заключённых отмечен в августе 1944 года, за счёт массовых облав производимых силами SS.

## Под германским контролем
В действительности под итальянским контролем лагерь функционировал всего лишь несколько дней.
После объявления о выходе Италии из войны, лагерь перешёл под германский контроль 10 сентября 1943 года. Первоначально немцы использовали лагерь как филиал тюрьмы Авероф, назначив его комендантом Roudi Trepte. В октябре в лагерь были доставлены ещё 300 заключённых, арестованных немцами в сёлах вокруг города Каламата. В ноябре были доставлены ещё 400 заключённых из тюрьмы Авероф.
29 ноября 1943 года контроль над лагерем перешёл в руки СС и комендантом был назначен майор Пауль Радомски (Paul Radomski), который до того был комендантом в Сырецком лагере, и имел репутацию варвара. Переход лагеря под контроль СС был произведён по приказу генерала Штропа, который возглавил СС в Афинах в сентябре 1943 года, но оставался на этом посту только до ноября 1943 года. Основной задачей генерала были перепись, арест и отправка в Польшу всех греческих евреев и реорганизация деятельности гестапо.

## Пауль Радомски
Родился 21 сентября 1902 года. Член национал-социалистической партии NSDAP (член партии под номером 96942), в дальнейшем вступил в SS (под номером 2235). Из номеров следует что Радомски был одним из первых членов партии и SS. Был комендантом лагеря Syrets, где отличился свой жестокостью, после чего был назначен комендантом в Хайдари. После Хайдари был переведён в Прибалтику, где его следы затерялись.
С приходом СС и нового коменданта обстановка для заключённых ужесточилась. Кроме этого гарнизон лагеря удвоился.
Начало расстрелов Радомски ознаменовал лично, 7 декабря, расстрелом еврея Леви, из города Янина, за попытку к бегству. Радомски не забыл при этом забрать обувь расстрелянного.
Последовали групповые расстрелы 1800 заключённых лагеря и смерть ещё 300 человек при допросах в штабе гестапо на улице Мерлин. Среди казнённых были 30 женщин, 104 инвалидов войны, 190 студентов и 40 учеников.
В феврале 1944 года комендантом стал Карл Фишер. Радомски был судим за пьянство, рукоприкладство по отношению к подчинённому и был отослан в бюро Адольфа Эйхмана в Ригу. Здесь его следы теряются.
Условия для заключённых при Фишере несколько улучшились, но при этом, при Фишере, было произведено наибольшее число и наиболее массовые расстрелы со дня основания лагеря.
Самым массовым и самым известным стал расстрел 200 заключённых коммунистов 1 мая 1944 года (200 Первомайцев), произведённый после того как «коммунистические банды» убили в Молаи, Пелопоннес генерала Франца Креха и трёх офицеров его штаба.

## Заключённые женщины
Первой заключённой лагеря стала героиня греческого Сопротивления Апостолу, Электра. Электра была доставлена в лагерь 7 декабря 1943 года и была помещена в камеру 11 блока номер 15. Постепенно число заключённых женщин увеличивалось за счёт гречанок участниц Сопротивления, в числе которых была Констандопулу, Иро, но в ещё больших числах за счёт евреек. Вновь прибывшие размещались в камере 29 блока 15.
В январе женщины были переведены в блок 11, а двумя месяцами позже в блок 6.
Первый расстрел женщин был произведён 2 мая 1944 года. Лела Караянни была расстреляна 8 сентября. Через лагерь в Хайдари прошли около 300 гречанок и более 2.500 еврейских женщин. Немногим из евреек, всего лишь около 20, удалось освободиться -это касалось женщин в смешанном браке или иностранных подданных. Из гречанок 31 были расстреляны , 161 были высланы в Германию.

## Евреи в Хайдари
Первые евреи в Хайдари были доставлены 4 декабря 1943 года. Первая большая группа в 641 человек из городов Арта, Превеза, Агринион и Патры, была доставлена 29 марта 1944 года. В их числе была небольшая группа евреев с испанским, португальским и итальянским гражданством. Первая группа евреев из Хайдари отправленная в концлагеря Германии-Польши насчитывала 1300 . В начале июня в Хайдари были доставлены 1850 евреев с Ионических островов, в основном с острова Керкира. Эта группа, и ещё 575 евреев лагеря, были отправлены 20 июня в Польшу. Последняя большая группа евреев из Додеканеских островов, в основном с острова Родос, была отправлена из лагеря в Польшу 1 августа 1944 года и насчитывала 1700 человек.

## После войны
Послевоенные политические перипетии Греции, гражданская война 1946—1949 года и последующие гонения коммунистов, послужили причиной тому что в отличие от остальной Европы лагерь не был провозглашён историческим памятником. Более 30 лет после окончания войны в лагере располагалась воинская часть. Более того, блок 15 в первые 10 лет снова использовался как место заключения. При этом были стёрты надписи оставленные заключёнными, в частности «200 Первомайцами».
Только в 1982 году греческий парламент принял закон за номером 1285, признававший Национальное сопротивление без политических оговорок, а лагерь стал памятником истории